# 史密森·特南特
史密森·特南特（英語：Smithson Tennant，1761年11月30日—1815年2月22日），英国化学家，铱和锇元素发现者，1804年获得科普利奖章。

## 生平
1761年出生于约克郡的Selby，1781年开始在爱丁堡大学学习医学，但在几个月后前往剑桥，在那里开始投身于植物学和化学的学习和研究，于1796年在剑桥大学获得医学博士学位，同年在剑桥附近的Cheddar购置土地开展农业试验。1813年被剑桥大学聘为化学教授。1815年在骑马经过法国滨海布洛涅附近的一座桥时因桥坍塌而丧生。
他在化学研究方面的主要贡献在于从铂矿石提取物溶液残渣中发现了元素铱和锇。在进入他曾就读过的Beverley小学的每个入口都挂有一块牌匾以此纪念他发现的这两个元素。